# Paragastrozona trivittata
Paragastrozona trivittata är en tvåvingeart som beskrevs av Albany Hancock och Drew 1999. Paragastrozona trivittata ingår i släktet Paragastrozona och familjen borrflugor.
Artens utbredningsområde är Myanmar. Inga underarter finns listade i Catalogue of Life.